# Microrégion d'Apucarana
La microrégion d'Apucarana est l'une des huit microrégions qui subdivisent le Centre-Nord de l'État du Paraná au Brésil.
Elle comporte 9 municipalités qui regroupaient 282 032 habitants en 2006 pour une superficie totale de 2 276 km².

## Municipalités[1]
- Apucarana
- Arapongas
- Califórnia
- Cambira
- Jandaia do Sul
- Marilândia do Sul
- Mauá da Serra
- Novo Itacolomi
- Sabáudia